# ジョセフ・ウィリアムズ
ジョセフ・ウィリアムズ（Joseph Williams、1960年9月1日 - ）は、アメリカ合衆国出身のミュージシャン、シンガーソングライター、鍵盤奏者。
主にロックバンド「TOTO」のメンバーとして知られる。実父は映画音楽の作曲家、ジョン・ウィリアムズ。ボーカリストの仕事以外にも、父と同じ作曲家としての一面を持つ。

## 略歴
- 1960年、ジョージ・ルーカスの『スター・ウォーズ』シリーズやスティーヴン・スピルバーグの作品等、映画音楽作曲家として有名なジョン・ウィリアムズの次男として生まれる。兄はドラマー、ピアニストのマーク・T・ウイリアムズ。
- 1980年代前半から父ジョン・ウィリアムズ監督のサウンドトラックに参加、また作曲家として多く楽曲をアーティストや映画に提供する。
- 1982年、アルバム『ジョセフ・ウィリアムス』でソロシンガーとしてデビューする。
- 1985年、映画『グーニーズ』のサントラに参加。
- 1986年、ジェフ・ポーカロ、デヴィッド・ペイチといったスタジオ・ミュージシャンを中心とするバンドTOTOに3代目ボーカリストとして加入。同年にアルバム『ファーレンハイト』、1988年には『ザ・セブンス・ワン〜第7の剣〜』を発表する。
- 1989年、飯島真理のアルバム『MY HEART IN RED』に参加、収録曲「Send Love To Me」で飯島真理とデュエットしている。同年、TOTOを脱退。以後も作曲家として活動しながら、自身のソロ作品もリリースしたりTOTOにゲスト参加するなど続けている。
- 1990年、オムニバス・アルバム『TATSURO SONGS FROM L.A.』に参加。山下達郎楽曲をカヴァーし、第1弾では「クリスマス・イブ」、第2弾アルバムでは「GET BACK IN LOVE」等を歌った。
- 2010年、TOTOのメンバーで盟友のマイク・ポーカロが冒されている難病ALS（筋萎縮性側索硬化症）支援のためのTOTO再結成からメインボーカリストとして復帰。
- 2011年、AORクリエイターのピーター・フリーステットとコラボしたアルバム『ウィリアムス/フリーステット』を発表し、2013年には作品に伴う来日公演を開催した[3]。
- 2016年、ピーター・フリーステットに加え、ビル・チャンプリン（元シカゴ）と3人でコラボするプロジェクトを興し、チャンプリン・ウィリアムス・フリーステット名義でアルバム『シー・ダブリュー・エフ』をリリース[4]。

## 人物
ロックバンド、TOTOのメンバーである。また、TOTO加入以前からシンガーとしてだけでなくロック/ポップ・ミュージック全般、映画音楽の分野で活躍する作曲家でもある。TOTO在籍期の後半では素行不良により喉を壊し、その影響でTOTOを実質解雇された（表向きはあくまで自主的な脱退）。
だが、TOTOの主要メンバーとは元々地元の仲間であり、脱退後も友好的な関係を維持している。脱退後のTOTOの作品にも楽曲提供や共作、ゲスト・ボーカルとして頻繁に参加し、ステージにもスペシャル・ゲストとして登場することも多かった。TOTO脱退の頃には不調であった喉も、「年を重ねてコンディションの保ち方も学習した」と述べており、安定している。2010年のTOTO再結成よりメインボーカリストとして復帰。
TOTO以外では映画音楽や他アーティストへの楽曲提供といった作曲家としての活動、またアーティストのバック・ボーカルやBGM用楽曲のハーモニー歌唱、映画音楽での歌唱などを主な生業としており、TOTO脱退以降2010年の復帰までは基本的にこちらの活動が本業であったが、時間が許せばソロ・アルバムをリリースしたり日本や地元のクラブでライブをするなどのソロ歌手活動もマイペースに行っている。また「ヴァーティゴ (Vertigo)」というジョセフをメインに置いたプロジェクトでもシンガーとして参加していた。なお、ヴァーティゴはジョセフ自身が企画したプロジェクトではなく、ジョセフをメインにフィーチャーした他者のプロジェクトであるため、楽曲や演奏、プロデュースはほとんどが外部から提供されたものである。シンガーとしての活動に関しては、TOTO復帰まではヴァーティゴは主にヨーロッパ圏、ソロ作品は日本でのリリースに留まっていた。
TOTO参加のきっかけは当時のシンガー、ファーギー・フレデリクセンの脱退を受け新しいシンガーを探していたジェフ・ポーカロからオーディションに誘われたことによる。ジェフは元々ジョセフのことは頭になかったが、知人であるシカゴのジェイソン・シェフに相談したところ「ジョセフはどうか」という意見をもらい、「そうか、あいつがいた」と思い立ったとしている。なお、前任のファーギーが決定した際のオーディション、ジョセフ決定時のオーディションともに、後にMR. BIGを結成するエリック・マーティンが参加し、最終選考に残っていた。
ジョセフ本人は「エリックはロックシンガーとして素晴らしいし、ロックな面で言えば僕よりも断然彼の方がっていうのは思うよ。それでも僕が採用されたのは気心知れてる幼馴染だっていうのもあるだろうけど、僕は作曲家としても活動してるから作曲やアレンジ面でもTOTOに貢献出来るんだ。それに僕は加入前からTOTOの音楽性に非常に近かったしリンクする点が多かった。結局僕が採用になったのはそういう点が大きいんじゃないかな」と語っている。ジェフ自身は「エリックは精神年齢がまだ幼いから（採用しなかった）」と語っていた。
また、スティーヴ・ルカサーは「（歴代シンガーが多数いる中で）TOTOのボーカリストとして本当にふさわしかったのはボビー以外ではジョセフだけだよ」と語っている。

## ディスコグラフィ

### ソロ

#### アルバム
- 『ジョセフ・ウィリアムス』 - Joseph Williams (1982年) ※2002年再発。日本国内盤2008年再発
- 『アイ・アム・アライヴ』 - I Am Alive (1996年)
- 『3』 - 3 (1997年)
- 『アーリー・イヤーズ』 - Early Years (1999年) ※日本国内盤2008年再発
- 『ヴァーティゴ』 - Vertigo (2003年)
- 『トゥ・オブ・アス』 - Two of Us (2006年)
- 『ヴァーティゴ2』 - Vertigo 2 (2006年)
- 『スマイルズ』 - Smiles (2007年)
- 『ティアーズ』 - Tears (2007年)
- 『ディス・フォール』 - This Fall (2008年)

#### シングル
- My One（1986年、RACKYO RECORDS、07SP-947）-　森永「ピクニック」CFソング
  - c/w DJ IN MY LIFE　-　ホンダ「DJ・1R」CFソング

### プロジェクト

#### ウエスト・コースト・オールスターズ
- 『夢のカリフォルニア』 - California Dreamin' (1997年)
- 『ナチュラリー -天国への階段-』 - Naturally (1998年)
- 『ザ・ベスト』 - The Best (2006年)

#### ジョセフ・ウィリアムス & ピーター・フリーステット
- 『ウィリアムス/フリーステット』 - Williams/Friestedt (2011年)

#### チャンプリン・ウィリアムス・フリーステット
- 『ザ・LAプロジェクト・スーパー・ライヴ』 - Live In Concert (2013年) ※ザ・LAプロジェクト・オール・スター・バンド名義
- 『シー・ダブリュー・エフ』 - CWF (2016年)
- 10 Miles (2018年) ※ミニ・アルバム
- CWF2（2020年）
- CARRIE（2023年）※EP

### TOTO
- 『ファーレンハイト』 - Fahrenheit (1986年)
- 『ザ・セブンス・ワン〜第7の剣〜』 - The Seventh One (1988年)
- 『TOTO XX』 - TOTO XX <1977-1997> (1998年) ※未発表曲集
- 『マインドフィールズ』 - Mindfields (1999年) ※楽曲提供
- 『フォーリング・イン・ビトゥイーン』 - Falling in Between (2006年) ※ゲスト・ボーカル
- 『TOTO XIV〜聖剣の絆〜』 - Toto XIV (2015年)

### PORCARO BROTHERS
- "Young At Heart" (1997年) ※スティーヴ・ポーカロ & マイク・ポーカロ with ジョセフ・ウィリアムズによるシングル